# Rheum nobile

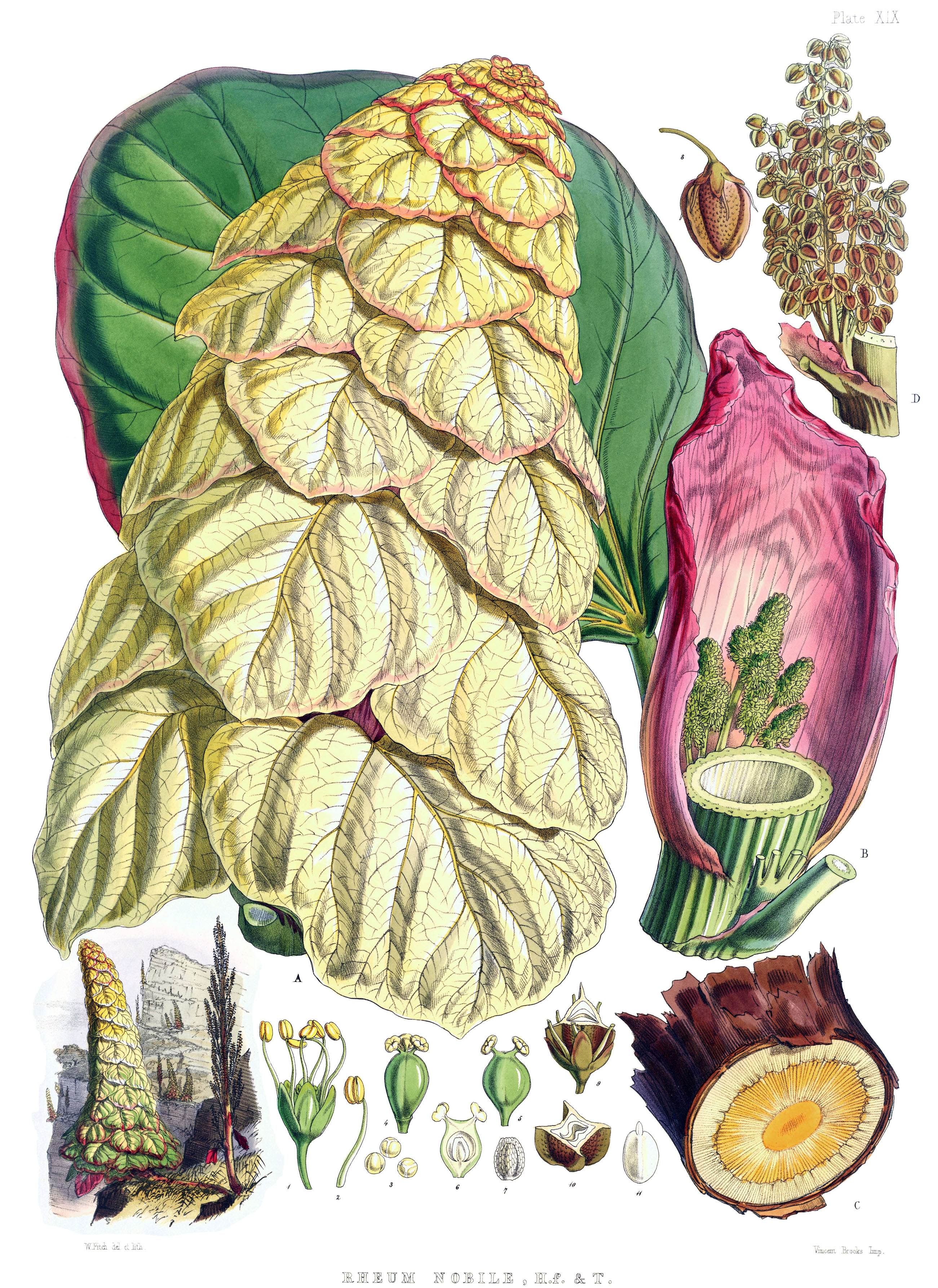
Detalls botànics

Rheum nobile, en anglès: Noble rhubarb o Sikkim rhubarb, és una espècie de planta herbàcia gegantina originària de l'Himàlaia, des del nord-est de l'Afganistan, a nord del Pakistan i Índia, Nepal, Sikkim (a l'Índia), Bhutan, i Tibet fins a Myanmar, es presenta en la tundra alpina a altituds de 4000–4800 metres.
Fa 1-2 m d'alt i es veu des de molt lluny.
Les bràctees translúcides de R. nobile creen un efecte hivernacle que bloqueja la radiació ultraviolada cosa molt útil per les plantes que viuen a grans alçades.

## Estructura
Una planta individual de R. nobile té una forma de torre cònica amb les fulles grosses i lluents amb el pecíol i els nervis vermells, les flors són petites.
Les tiges són consumides per la població local.

### Bràctees
Les bràctees de R. nobile fan 110-170 µm de gruix. Per bloquejar la radiació ultraviolada disposa del flavonoide quercitina
- rutina, quercetina 3-O-rutinòsid
- Guaijaverina, quercetina 3-O-arabinòsid
- Hiperina, quercetina 3-O-galactòsid
- Isoquercitrina, quercetina 3-O-glucòsid
- Quercetina 3-O-[6″-(3-hidroxi-3-metilglutaroil)-glucòsid]

## Història

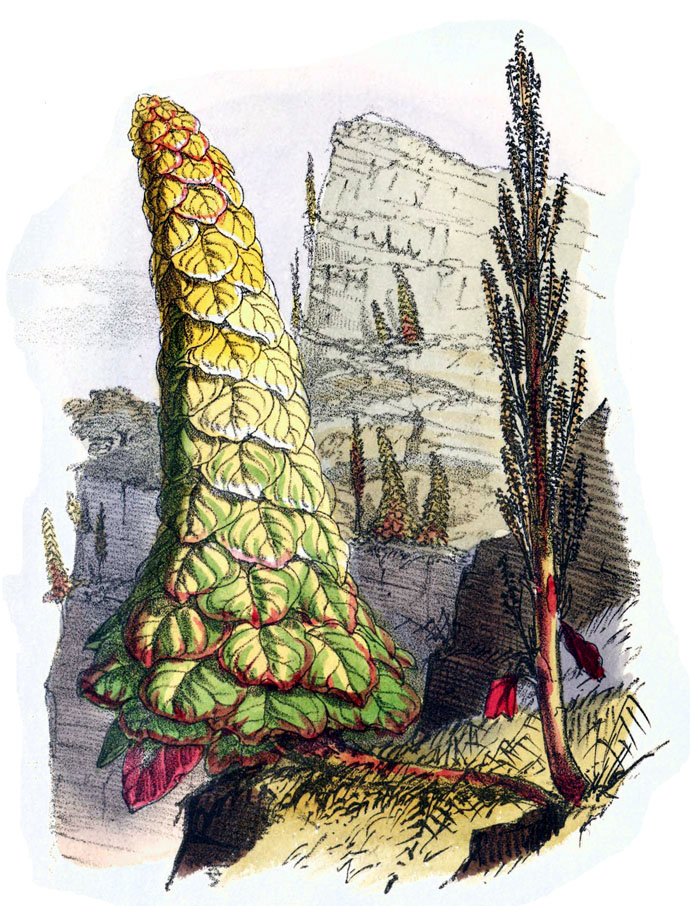
Esbòs de Hooker

La primera descripció publicada de R. nobile va seracàrrec de Joseph Dalton Hooker i Thomas Thomson el 1855.